# Nvu
Nvu — WYSIWYG HTML-редактор, основанный на компоненте Composer пакета Mozilla Application Suite. Был анонсирован как кроссплатформенная альтернатива таким редакторам, как Microsoft FrontPage или Macromedia Dreamweaver с открытым исходным кодом, однако не достиг их функциональности. Один из первых WYSIWYG HTML-редакторов для Linux.

## Разработка
Проект основан и спонсировался компанией Linspire, привлекшей в качестве ведущего разработчика французского программиста Дэниела Глазмана (англ. Daniel Glazman), бывшего сотрудника Netscape. В настоящее время проект заморожен. Дэниел Глазман развивает другой проект, анонсированный как современный аналог NVU, BlueGriffon.
Доступны версии Nvu для операционных систем Linux, Mac OS X и Microsoft Windows.
В данный момент редактор не поддерживается разработчиком.
В июле 2006 года на основе исходного кода Nvu был выпущен HTML-редактор KompoZer (с 2010 года развитие проекта прекратилось).

## Расширения
Nvu поддерживает некоторые расширения Firefox, которые увеличивают его функциональность. Также существуют расширения, специально написанные для Nvu. С помощью тем можно менять интерфейс Nvu.
- Расширения и темы для Nvu Архивная копия от 14 апреля 2006 на Wayback Machine
- Расширения для Nvu на русском (помечены тегом [NVU])

### KompoZer — проект-преемник Nvu
- Сайт проекта
- Страница проекта на SourceForge